# Ottavio Dantone
Ottavio Dantone (Cerignola, 9 ottobre 1960) è un clavicembalista e direttore d'orchestra italiano, conosciuto per le sue interpretazioni di musica barocca.

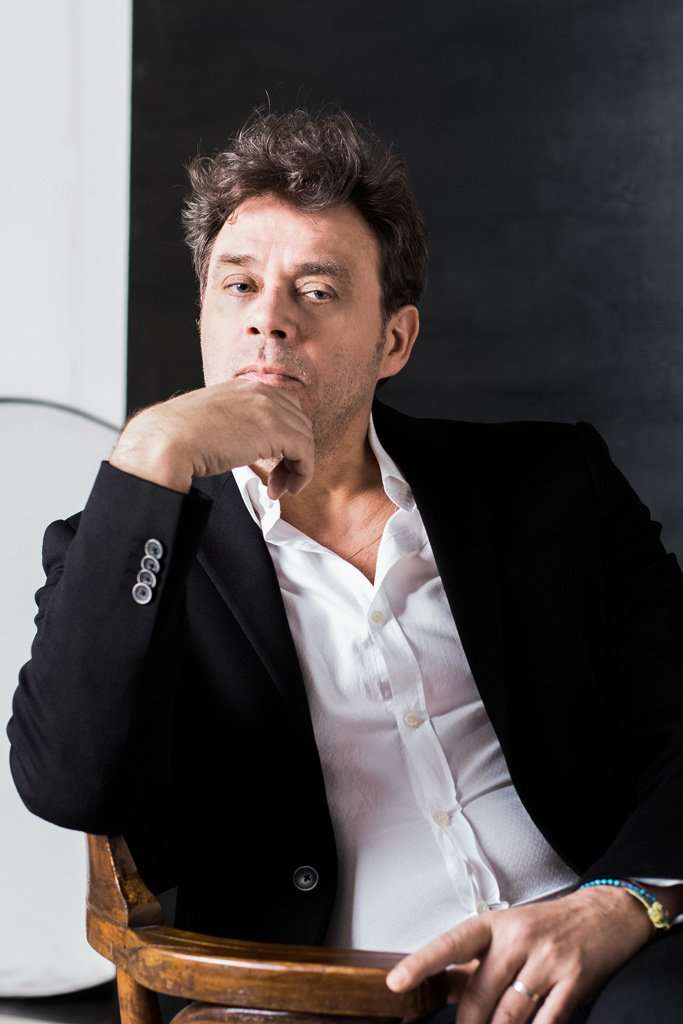
Ottavio Dantone nel 2019

Solista al clavicembalo e più raramente al fortepiano, dal 1996 è direttore dell'Accademia Bizantina, complesso strumentale specializzato nell'esecuzione del repertorio musicale del XVII e XVIII secolo, con il quale Dantone collabora dal 1989. Sotto la sua direzione Accademia Bizantina si afferma come uno degli ensemble di musica barocca con strumenti antichi più noti ed accreditati nel panorama internazionale.

## Biografia
Ha studiato al Conservatorio Giuseppe Verdi di Milano dove si è diplomato in organo e clavicembalo. Nel 1985 ha vinto il Premio per il basso continuo all'International Paris Festival e nel 1986 all'International Bruges Festival.
L'incontro con l'Accademia Bizantina ha dato inizio ad un rapporto duraturo. Collaboratore in un primo tempo nel ruolo di continuista e solista, nel 1996 gli viene affidata la direzione del gruppo, che nel giro di pochi anni si afferma come uno degli ensemble di musica barocca con strumenti antichi più noti e accreditati a livello internazionale. Seguono diverse registrazioni discografiche sia come solista che nelle vesti di direttore, per etichette quali Decca, Deutsche Grammophon, Harmonia Mundi, Naïve.
Numerose le sue collaborazioni con artisti di fama mondiale, sia in ambito concertistico che discografico, tra cui Claudio Abbado, Viktoria Mullova e Andreas Scholl.
La sua carriera lo ha portato ad esibirsi nei festival e nei teatri più importanti del mondo, come il Teatro alla Scala, Staatsoper Berlin, il Teatro Real di Madrid, Glyndebourne e molti altri.
Dantone ha debuttato nella direzione di un'opera teatrale nel 1999 con una delle poche esecuzioni in tempi moderni dell'opera Giulio Sabino di Giuseppe Sarti al Teatro Alighieri di Ravenna. Al Teatro alla Scala debutta nel 1999 dirigendo Nina, o sia La pazza per amore al Piccolo Teatro di Milano, nel 2005 dirige la prima di Rinaldo con Daniela Barcellona al Teatro degli Arcimboldi, nel 2007 Così fan tutte con Nino Machaidze, nel 2009 Il viaggio a Reims con Patrizia Ciofi, la Barcellona, Carmela Remigio, Nicola Ulivieri e Bruno Praticò trasmesso da Rai 2 e nel 2013 un concerto con la Filarmonica della Scala.

## Discografia parziale

### Con l'Accademia Bizantina
- 2000 - Giuseppe Sarti, Giulio Sabino (Bongiovanni)
- 2001 - Alessandro Scarlatti, Concerti grossi. Cello sonatas (ARTS)
- 2001 - Settecento Veneziano (ARTS)
- 2002 - Antonio Vivaldi, L'Estro Armonico (ARTS)
- 2003 - Henry Purcell, The Fairy Queen, con New English Voices (ARTS)
- 2003 - Arcadia, con Andreas Scholl (Decca)
- 2004 - Alessandro Scarlatti, Il Giardino di Rose (Decca)
- 2004 - Pergolesi/Porpora - Stabat Mater & Salve Regina (Paragon-Amadeus)
- 2005 - Arcangelo Corelli, Violin Sonatas op. 5 (ARTS)
- 2005 - Seicento Italiano (ARTS)
- 2005 - Arias for Senesino, con Andreas Scholl (Decca)
- 2006 - Antonio Vivaldi, In furore, Laudate pueri e concerti sacri, con Sandrine Piau (Naïve)
- 2006 - Antonio Vivaldi, Tito Manlio (Naïve)
- 2007 - Georg Friedrich Händel, Il duello amorososo con Andreas Scholl (Harmonia Mundi)
- 2008 - Johann Sebastian Bach, Harpsichord Concertos BWV 1052, 1053, 1055, 1056 (Decca "L'Oiseau Lyre")
- 2008 - Vivaldi, Arie ritrovate (Naïve)
- 2009 - Georg Friedrich Händel, Organ Concertos, op. 4 (Decca "L'Oiseau Lyre")
- 2010 - Franz Joseph Haydn, Concertos for Harpsichord & Violin (Hob. VIIa:4, violino, Hob. XVIII 11, clavicembalo, Hob. XVIII:6, violino & clavicembalo), con Stefano Montanari, violino (Decca "L'Oiseau Lyre")
- 2010 - Henry Purcell, O solitude, con Andreas Scholl (Decca)
- 2011 - Johann Sebastian Bach, Sinfonia (Decca)
- 2012 - Antonio Vivaldi, Con moto, con Giuliano Carmignola (Archiv)
- 2013 - Johann Sebastian Bach, Concertos, con Viktoria Mullova, violino (Onyx)
- 2014 - Antonio Vivaldi, L'incoronazione di Dario (Naïve)
- 2015 – Franz Joseph Haydn, Symphonies 78, 79, 80, 81 (Decca)
- 2016 – Wolfgang Amadeus Mozart, Mozart 225: Serenades & Divertimenti (Decca)
- 2017 – Johann Sebastian Bach, The Art of Fugue (Decca)
- 2017 – Antonio Vivaldi, Agitata, con Delphine Galou (Alpha Classics)
- 2018 – Antonio Vivaldi, Concerti per Archi III e Concerti per Viola d’Amore (Naïve)
- 2018 – Antonio Vivaldi, Il Giustino (Naïve)
- 2019 – Antonio Vivaldi, Musica sacra per alto, con Delphine Galou (Naïve)
- 2019 – Antonio Vivaldi, Arie e cantate per contralto, con Delphine Galou (Naïve)
- 2019 – Antonio Vivaldi, Concerti per violino VII “Per il castello” (Naïve)
- 2020 – Antonio Vivaldi, Il Tamerlano (Naïve)
- 2020 – Georg Friedrich Händel, Rinaldo (HDB Sonus)
- 2021 – Pietro Antonio Cesti, La Dori (CPO)
- 2022 – Claudio Monteverdi, Il ritorno di Ulisse in patria (Dynamic)
- 2022 – Georg Friedrich Händel, Serse (HDB Sonus)
- 2022 – Georg Friedrich Händel, Concerti Grossi Op. 6 (HDB Sonus)
- 2022 – Georg Friedrich Händel, Concerti Grossi Op. 3 (HDB Sonus)
- 2023 – Arcangelo Corelli, Concerti Grossi Op. 6 (HDB Sonus)
- 2024 – Invocazioni Mariane, con Andreas Scholl (Naïve)
- 2024 – Imprinting: Mendelssohn & Schumann (HDB Sonus)
- 2024 – Francesco Geminiani, Concerti Grossi Op. 3 (HDB Sonus)

### Solistica
- 1996 - Pietro Domenico Paradisi, Le Sonate di Gravicembalo - Complete Sonatas for Harpsichord. Vol. 1 (Stradivarius)
- 1997 - Pietro Domenico Paradisi, Le Sonate di Gravicembalo - Complete Sonatas for Harpsichord. Vol. 2 (Stradivarius)
- 2000 - Domenico Scarlatti, Complete Sonatas. Vol. 2 (Stradivarius)
- 2001 - Domenico Scarlatti, Complete Sonatas. Vol. 4 (Stradivarius)
- 2001 - Johann Sebastian Bach, The Well Tempered Clavier. Book 1 (ARTS, 2 CD)
- 2001 - Johann Sebastian Bach, The Well Tempered Clavier. Book 2 (ARTS, 2 CD)
- 2004 - Domenico Scarlatti, Complete sonatas. Vol. 7 (Stradivarius)
- 2005 - J.S. Bach, Variazioni Goldberg (Decca)
- 2005 - Georg Friedrich Händel, Suites de Pièces pour le Clavecin (ARTS, 2 CD)
- 2005 - La casa del diavolo, con Il Giardino Armonico (Opus 111)
- 2006 - Domenico Scarlatti, Complete sonatas. Vol. 8 (Stradivarius)
- 2007 - Johann Sebastian Bach, Sonatas, con Viktoria Mullova, violino (Onyx)
- 2010 - Johann Sebastian Bach, Brandeburg Concertos, con dir. Claudio Abbado (Deutsche Grammophon)

### DVD
- 2001 - A. Vivaldi, Le Quattro Stagioni, Accademia Bizantina (ARTS)
- 2003 - Il Giardino Armonico Deux. Music of the French Baroque - Giovanni Antonini (flauto), Luca Pianca (liuto), Enrico Onofri (violino), Vittorio Ghielmi (viola da gamba), Ottavio Dantone (clavicembalo). Registrato al Castello di Hellbrunn, Salisburgo. Etichetta: Arthaus Musik (DVD)
- 2005 - W.A Mozart, Ascanio in Alba - Live recording Teatro Comunale di Bologna (Bongiovanni)
- 2006 - G. Donizetti, Marin Faliero - Live recording Teatro Regio di Parma (Fonè)
- 2006 - J.S. Bach, Concertos, Il Giardino Armonico - Live recording Musikverein Wien (Euro Arts)
- 2010 - G.B. Pergolesi, Il Flaminio - Live recording Jesi (Arthaus Music)
- 2010 - G.B. Pergolesi, Adriano in Siria & Livietta e Tracollo - Live recording Jesi (Opus Arte)
- 2011 - G.F. Handel, Rinaldo - Live recording Glyndebourne (Opus Arte)